# Taphrosphys
Taphrosphys — викопний рід бокошийних черепах родини Bothremydidae. Рід існував наприкінці крейди, 70—66 млн років тому. Скам'янілі рештки представників роду знайдено в Анголі, Марокко та США.